# Ebes
Ebes község Hajdú-Bihar vármegyében, a Hajdúszoboszlói járásban.

## Fekvése
A vármegye középső részén helyezkedik el, a megyeszékhely Debrecentől mintegy 13 kilométerre délnyugatra, Hajdúszoboszlótól pedig 8 kilométerre északkeletre. A további szomszédos települések, településrészek: észak felől a Debrecenhez tartozó Ondód, délkelet felől Mikepércs, északnyugat felől pedig Nagyhegyes.

### Megközelítése
A község a 4-es főút és a Budapestet Záhonnyal összekötő Budapest–Záhony-vasútvonal között terül el, így közúton és vasúton is könnyen megközelíthető, az ország távolabbi részei felől is. Központján a 48 101-es számú mellékút vezet keresztül, s a külterületeit érinti még északon – csomópont nélkül – az M35-ös autópálya, keleten pedig a 4805-ös út is. Ebes vasútállomás a belterület déli széle mellett helyezkedik el, a 48 101-es út vasúti keresztezésétől nyugati irányban.

## Története
A Váradi regestrum említi először a település nevét 1271-ben Ebey alakban. Valószínűnek látszik, hogy a pecérek, a királyi, királynéi vagy hercegi udvarház, fejedelmi, hercegségi vadászataihoz tenyésztettek itt vadászkutyákat, agarakat.
1440-ben a Szepesi család birtokába került Ebesfalva tíz másik településsel együtt. A 15-16. században Ebes virágzó falu volt, a török uralom alatt azonban az állandó háborúk miatt elnéptelenedett és területe Debrecen városának birtoka lett. A 18. században kezdődött a tanyák őseinek, a szállásoknak a kialakulása.
A 19. század közepén megépült Budapest-Debrecen vasútvonal  a területet bekapcsolta az ország vérkeringésébe.
1949-ben megkezdődött a mezőgazdaság nagyüzemi átszervezése, amely a tanyák fokozatos felszámolásához vezetett.
Ebes 1952-ben szakadt el Debrecentől önálló községgé alakulva. Ekkor épült 116 ház, a községháza, az első iskola, orvosi rendelő, járda, út és villanyhálózat.

## Közélete

### Polgármesterei
| Időszak   | Polgármester         | Párt      |
| --------- | -------------------- | --------- |
| 1990–1994 | Portörő János        | független |
| 1994–1998 | Galgóczi Mihály      | SZDSZ     |
| 1998–2002 | Galgóczi Mihály      | független |
| 2002–2006 | Galgóczi Mihály      | független |
| 2006–2010 | Galgóczi Mihály      | MSZP      |
| 2010–2014 | Szabóné Karsai Mária | független |
| 2014–2019 | Szabóné Karsai Mária | független |
| 2019–2024 | Szabóné Karsai Mária | független |
| 2024–     | Szabóné Karsai Mária | független |

## Népesség
A település népességének változása:
| Lakosok száma | 3487 | 3855 | 4126 | 4480 | 4442 | 4388 | 4570 | 4671 | 4619 | 4636 |
|               | 1970 | 1980 | 1990 | 2001 | 2013 | 2015 | 2021 | 2022 | 2023 | 2024 |

2001-ben a település lakosságának közel 87%-a magyar nemzetiségűnek vallotta magát.
A 2011-es népszámlálás során a lakosok 90,7%-a magyarnak, 0,6% németnek, 0,2% románnak mondta magát (9,2% nem nyilatkozott; a kettős identitások miatt a végösszeg nagyobb lehet 100%-nál). A vallási megoszlás a következő volt: római katolikus 6,9%, református 27,1%, görögkatolikus 3,2%, felekezeten kívüli 42,7% (18,3% nem válaszolt).
2022-ben a lakosság 92,3%-a vallotta magát magyarnak, 0,6% németnek, 0,3% ukránnak, 0,2% cigánynak, 0,1% görögnek, 0,1% románnak, 3,2% egyéb, nem hazai nemzetiségűnek (7,5% nem nyilatkozott; a kettős identitások miatt a végösszeg nagyobb lehet 100%-nál). Vallásuk szerint 20,8% volt református, 5,4% római katolikus, 3% görög katolikus, 1,2% egyéb keresztény, 0,1% egyéb katolikus, 0,1% evangélikus, 0,1% ortodox, 31,6% felekezeten kívüli (37,6% nem válaszolt).

## Testvérvárosai
- Meilen, Svájc
- Polička, Csehország

## Sportélete
A településnek labdarúgó-csapata van. Az Ebesi Sportbarátok Egyesületnek  több szakosztálya van.

## Ismert személyek
- A község neves tanítója volt Emődy Dániel. A debreceni tanítóképző főiskolán szerzett diplomát, majd 1957-től egészen nyugdíjazásáig, összesen 40 évig tanított Ebesen. Pedagógusi munkája mellett a Pro Patria Alapítvány debreceni tagozatának elnökeként rengeteget dolgozott a magyar összetartozás erősítéséért.[15]